# Krystyna ze Stommeln
Krystyna ze Stommeln (ur. 1242 w Stommeln, zm. 6 listopada 1312 w Stommeln) – niemiecka mistyczka, stygmatyczka i błogosławiona Kościoła katolickiego.

## Życiorys
Krystyna urodziła się 24 lipca 1242 roku w miejscowości Stumbeln (obecnie Stommeln). Jej rodzice Heinrich i Hilla Bruso zajmowali się rolnictwem. Według tradycji chrześcijańskiej od 11 roku życia objawiał się jej Jezus Chrystus, a także według relacji świadków została obdarzona ze stygmatami i była atakowana przez szatana. Po ukończenie 12 lat rodzice zaaranżowali dla swojej córki małżeństwo, jednak ta bez wcześniejszego poinformowania ich wyprowadziła się z domu. Wstąpiła wówczas do wspólnoty beginek, jednak siostry uznały jej mistyczne doznania za dowód obłąkania. Zdecydowała więc o opuszczeniu zgromadzenia.
Spowiednikiem Krystyny był dominikanin Piotr z Dacji, który spisał relacje i doznania przyszłej błogosławionej.
Krystyna Bruso zmarła 6 listopada 1312 w wieku 70 lat.
Po śmierci została pochowana na cmentarzu w Stommeln. Od 1584 jej ciało znajduje się w Nideggen. Papież Pius X zaaprobował jej kult w 1908.

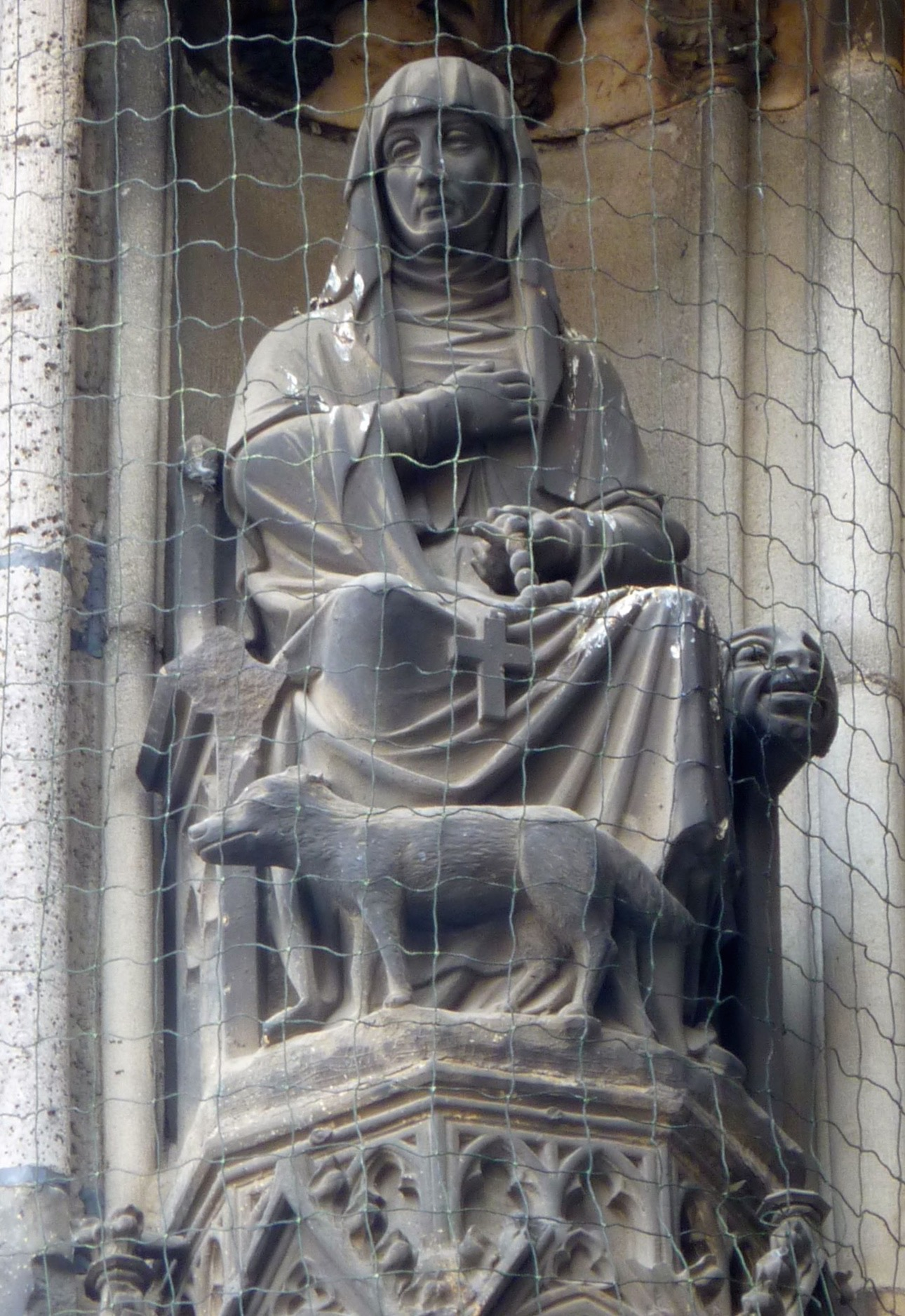
Pomnik Krystyny ze Stommeln w katedrze w Kolonii